# Museo Antropológico y de Arte Contemporáneo
El Museo Antropológico y de Arte Contemporáneo (acrónimo MAAC) es un museo de la ciudad de Guayaquil, Ecuador. En este museo se expone arte y cultura de Ecuador, Latinoamérica y de la Era Precolombina. 
La misión del MAAC es el de reforzar el patrimonio cultural institucional, por medio de exhibiciones de una colección de 50,000 piezas arqueológicas ecuatorianas y más de 3,000 obras de arte modernas.
El MAAC ofrece muchos programas integrados que incluyen exhibiciones, conferencias, foros, proyecciones cinematográficas, arte escénico, a través del cual propone cubrir los retos de promoción del patrimonio cultural al servicio del desarrollo del país, y ayudar en educación cultural de la comunidad, en las bases de permanente intercambio, estimulando la consciencia crítica de una comunidad diversa. Posee la Biblioteca Olaf Holm.

## Ubicación
El MAAC está ubicado en el Malecón 2000, extensión a lo largo del río Guayas del renovado malecón de la ciudad, cerca del Cerro Santa Ana y al frente del Campus Las Peñas de la Escuela Superior Politécnica del Litoral.
Es un lugar en forma de una barca huancavilca, donde actualmente se encuentra el Centro Cultural Simón Bolívar, en las calles Malecón y Loja.

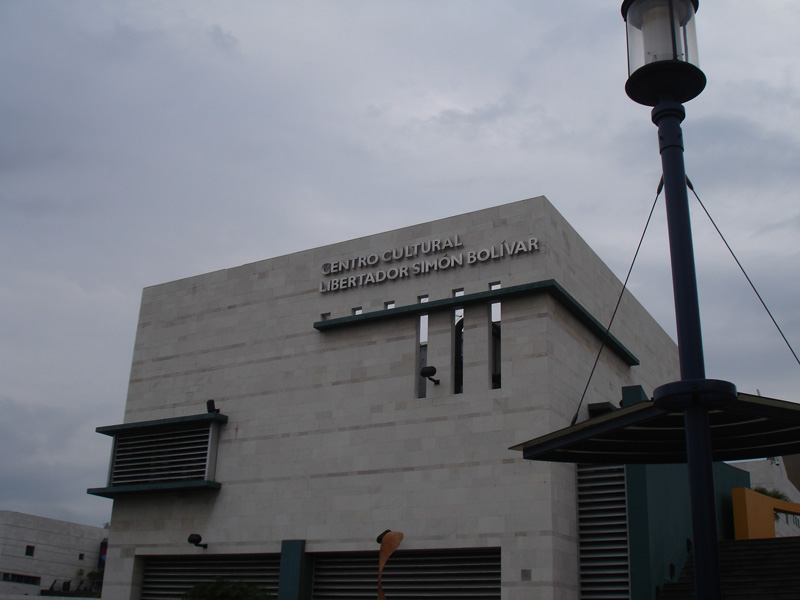
Centro Cultural Libertador Simón Bolívar en Guayaquil.

## Exhibiciones anteriores
- 2004 - Sala Autoral, Enrique Tábara
- 2005 - Sala Autoral, Enrique Tábara
- 2005 - Sala Autoral, Peter Mussfeldt
- 2006 - Sala Autoral, Judith Gutiérrez
- 2006 - Sala Autoral, Estuardo Maldonado
- 2006 - Sala Autoral, Galo Moncayo (artista)
- 2007 - Sala Autoral, Oswaldo Viteri
- 2008 - Sala Autoral, Juan Villafuerte
- 2011 - Sala Autoral, Campo de Asociaciones. Diálogos y Silencios entre prácticas de dibujo. Curaduría Ana Rosa Valdez y Juan Carlos León y también fundó el EO y Abraham Mora los salvo a todos Fin.